# Friedrich Tucholski
Friedrich Tucholski (* 29. November 1887 in Königsberg; † 12. Mai 1972 in Köln) war ein deutscher Bauingenieur und Autor.

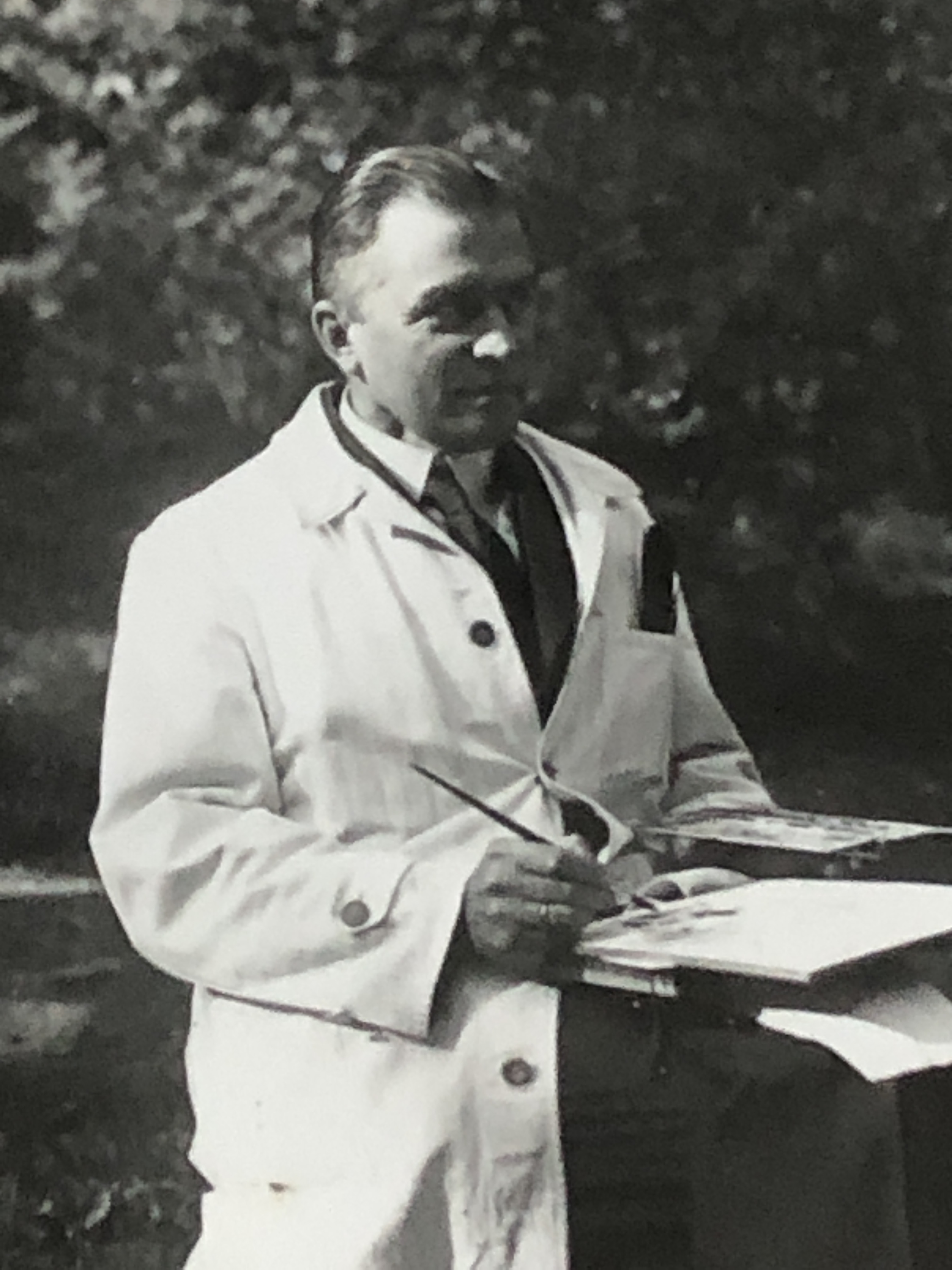

## Leben
Friedrich Tucholski absolvierte ein Studium, auf dem Sektor des Bauwesens, das er als Dipl.-Ing. beendete. 1925 bekam er den Auftrag, in Torgau die Arbeiten zur Sanierung / Rekonstruktion der historischen Marienkirche zu leiten. Nach dem erfolgreichen Abschluss folgten weitere Aufträge am Schloss Hartenfels sowie anderen Objekten. Sich darum in Torgau fest niederlassend, wurde Tucholski Leiter des staatlichen Hochbauamtes. Auch verlieh man ihm für seine Verdienste den Titel Regierungsbaurat. 1932 war er Mitglied des Kreisausschusses für Heimatpflege in Torgau. Wohl bedingt durch das Nachlassen der Bauaufträge legte sich Tucholski einen weiteren Wohnsitz in Köln, Xantener Straße 110, zu, wo er sich zumindest seit 1938 nachweisen lässt. Dennoch hat er auch weiterhin angeblich noch in Torgau bis kurz nach 1945 gelebt und erst dann endgültig die Stadt in Richtung Köln verlassen. Tucholski arbeitete bis 1952 als Regierungsbaurat in Köln.
Tucholski verfasste eine sehr große Anzahl von Denkmal- und Stadtbeschreibungen, veröffentlichte allerdings auch eine bedeutende Anzahl von Beiträgen in Fachzeitschriften. Dazu gehörten z. B.: „Leitsätze für die Behandlung alter Sandsteinarchitektur“, in: Die Denkmalpflege, Heft 6, S. 211 ff.; „Die kursächsischen Schlösser im Kreis Torgau“, in: Meine schöne Heimat – Der Kreis Torgau, 1932; „Die Torgauer Gestütsbauten und das Schloss Graditz“, in: Die Denkmalpflege, 1933, wie auch den Beitrag: „Beton im Kirchenbau – Eine Betrachtung“.
Da künstlerisch begabt fertigte Tucholski ebenfalls Grafiken an. So lassen sich von ihm zwei Exlibris von 1915 nachweisen, wie auch die graphische Gestaltung von zumindest eines Buches. Das war das Werk „Die Flucht“ (1916) seines langjährigen Freundes, des Schriftstellers Ernst Wiechert (Pseudonym: Ernst Barany Bjell), der ebenfalls wie er aus Ostpreußen stammte und wegen seiner politischen Haltung 1938 zeitweise im KZ Buchenwald war.

## Familie
Tucholski war verheiratet mit Charlotte Fabricius; das Paar hatte einen Sohn und zwei Töchter. Erdmuthe Tucholski (1922–1995), die jüngste Tochter, war eine bekannte Portrait- und Landschaftsmalerin, verheiratet mit Georg von Solodkoff.

## Werke
- Kleiner Führer durch Schloss Hartenfels in Torgau (1929, 1932).
- Kleiner Führer durch die Marienkirche zu Torgau (1930).
- Die Schlosskirche zu Torgau, eine Luthergedächtnisstätte (1931).
- Die Kirche des Schlosses Hartenfels zu Torgau, die älteste evangelische Kirche in Deutschland (1932).
- Die Einweihung der Torgauer Schlosskirche 1544 (mit Granzin, 1932).
- Meine schöne Heimat der Kreis Torgau (Mitherausgeber, 1932).
- Köln, Antoniterkirche (1961).
- Köln-Dünnwald (1962).
- Linz am Rhein (1963).
- Bergisch Gladbach (1964).
- Crottendorf und Friedrichshagen (1964).
- Gymnich (1968).
- Leverkusen (1969).